# Capo-Graziano-Kultur

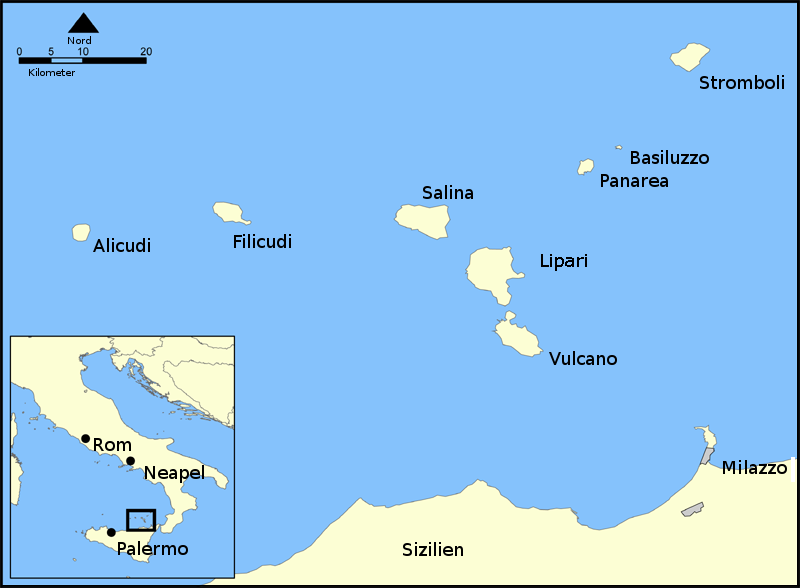
Die Äolischen Inseln

Als Capo-Graziano-Kultur (auch Capograzianokultur) wird eine archäologische Kultur bezeichnet, die auf den Liparischen Inseln verbreitet war. Sie trat nach vorherrschender Auffassung zu Beginn der frühen Bronzezeit, also um 2200 v. Chr. auf und bestand bis ca. 1430 v. Chr. Ihre Bezeichnung erhielt sie nach dem Capo Graziano, einem Kap im Südosten der Insel Filicudi, auf dem eine der bedeutendsten Siedlungen dieser Kultur entdeckt wurde.

## Chronologie
Der Beginn der Capo-Graziano-Kultur wird zumeist um 2200 v. Chr. angenommen – 2013 publizierten Auswertungen von 14C-Daten zufolge begann sie womöglich etwas früher – mit dem Beginn der Frühbronzezeit auf den Liparischen Inseln. Sie endete um 1430 v. Chr. oder wenig früher.
Die Capo-Graziano-Kultur lässt sich in zwei Hauptabschnitte unterteilen:
- Capo Graziano I: ca. 2200–1800 v. Chr.
- Capo Graziano II: ca. 1800–1430 v. Chr.

Unterschieden werden die beiden Phasen – außer anhand von Änderungen bei der Keramik – primär dadurch, dass während Capo Graziano II die Siedlungen sehr gut geschützt sind, während sie in der frühen Phase an ungeschützten Orten lagen.
Während Capo Graziano I in jedem Fall zur Frühbronzezeit zählt, wird Capo Grazoano II von manchen Autoren als mittelbronzeitlich bezeichnet (erste beiden Phasen der Mittelbronzezeit, MBZ I und II),. Andere Forscher definieren mittlerweile die gesamte Capo-Graziano-Kultur als frühbronzezeitlich und lassen die Mittlere Bronzezeit erst mit dem Auftreten der folgenden Milazzese-Kultur beginnen.

## Historische Entwicklung
Nachdem die Liparischen Inseln in der Jungsteinzeit wegen ihrer Obsidian-Vorkommen zu einem bedeutenden Zentrum weitreichender Handelskontakte mit Obsidian geworden waren, setzte mit dem Aufkommen der Metalle während der Kupferzeit, als Obsidian als Werkstoff immer weniger gefragt war, eine wirtschaftliche, demographische und kulturelle Rezession auf den Liparischen Inseln ein. In der Bronzezeit gab es jedoch wieder eine Belebung, die wahrscheinlich auf der strategisch günstigen Lage der Inseln basierte, denn sie kontrollierten die Meerenge von Messina. Dabei wurden einige Siedlungen Zwischenstationen für den Fernhandel. Von letzterem zeugen viele Funde, auch solche ostmediterraner Herkunft, nämlich vor allem Mykenische Keramik und ältere Fragmente von Tongefäßen aus dem Mittelhelladikum. Andererseits finden sich Waren – vor allem Keramik – der Capo-Graziano-Kultur nicht nur auf den Liparischen Inseln (inklusive Stromboli), sondern auch in manchen Regionen Siziliens (vor allem bei Milazzo und in der Gegend um Palermo), dann aber auch in Kalabrien und Kampanien (z. B. auf der Insel Vivara im Golf von Neapel). Außer auf Vulcano entstanden auf allen Hauptinseln neue Siedlungen, die aus runden bis ovalen Hütten bestanden.
Der Capo-Graziano-Kultur folgte um 1430 v. Chr. die Milazzese-Kultur, die enge Verwandtschaft zur Thapsos-Kultur Siziliens hat. Da einige Siedlungen der Capo-Graziano-Kultur während der Milazzese-Kultur weiterbestanden und während der Übergangsphase nicht zerstört wurden, scheint die Capo-Graziano-Kultur kein gewaltsames Ende gefunden zu haben. Einige Charakteristika der Kultur blieben auch in der Millazese-Kultur erhalten.

## Siedlungen
Außer auf Vulcano entstanden auf allen liparischen Hauptinseln neue Siedlungen. Diese lagen in der ersten Phase der Capo-Graziano-Kultur an strategisch günstigen, aber wenig geschützten Orten. Sie bestanden aus runden bis ovalen Hütten mit Steinsockeln, die etwas in den Erdboden eingetieft waren. Mit dem Beginn der zweiten Phase – die Siedlung Capo Graziano auf Filicudi wahrscheinlich noch in der ersten Phase – wurden die alten Siedlungen aufgegeben und neue Siedlungen an natürlich sehr gut geschützten Orten erbaut. So befand sich die alte Siedlung auf Lipari in der Ebene Cotrada Diana (auf dem Boden der heutigen Stadt Lipari) und wurde zu Beginn von Capo Graziano II auf die sogenannte Akropolis von Lipari verlegt. Auf Filicudi wichen ältere Siedlungen am Hafen, an der flachen Landenge (Filo Braccio), der natürlich sehr gut geschützten Siedlung auf einer in etwa 100 Metern Höhe befindlichen Terrasse des Capo Graziano.
Die Erforschung der während der ersten Phase der Capo-Graziano-Kultur bewohnte Siedlung Filo Braccio auf Filicudi brachte Nahrungsreste, meist in Form von Knochenfragmenten, zu Tage. Analysen ergaben, dass es sich um Reste von Ziegen, Schweinen, Rindern, Fischen und Schalentieren handelt. Archäobotanische Untersuchungen konnten  u. a. Weinreben (Vitis vinifera) nachweisen.

## Keramik

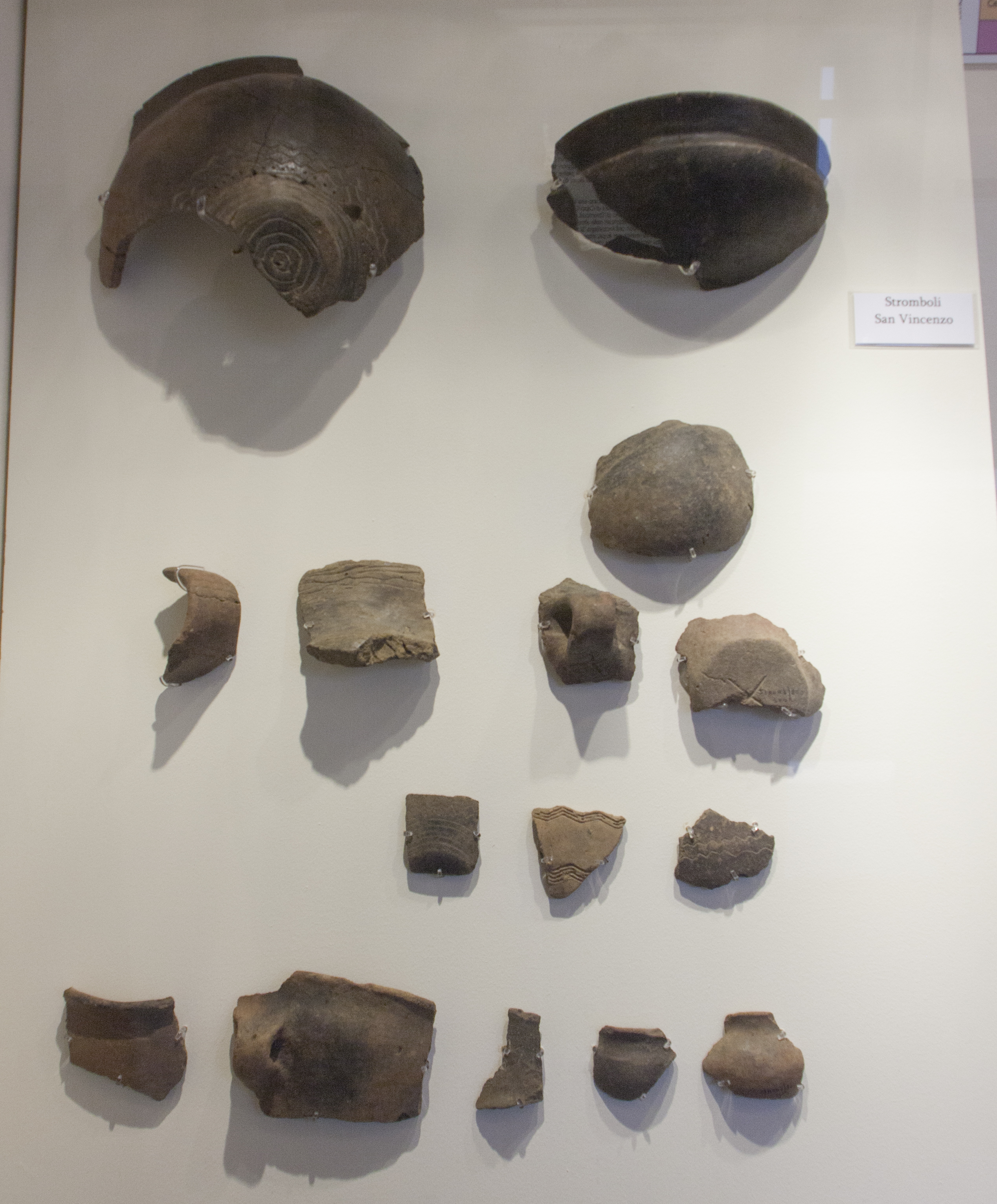
Keramik der Capo-Graziano-Kultur aus San Vincenzo, Stromboli

Die frühe Keramik der Capo Graziano Kultur zeigt bzgl. der Gefäßformen als auch bzgl. Herstellungstechnik Parallelen zur Keramik des Frühhelladikums III Griechenlands. Die Exemplare sind grau, manchmal ins dunkelbraun gehend, und teilweise mit einfachen linearen Einritzungen verziert. In der zweiten Phase ist die Keramik inkrustiert und durch ganz unterschiedene Einritzungen verziert.
Die Produktionsstätten der Capo Graziano-Keramik befanden sich nach archäometrischen bzw. petrologischen  Tonanalysen auf Filicudi und Lipari. In geringerem Umfang wurde auch Keramik im Stil der Capo Graziano auf der sizilianischen Halbinsel von Milazzo und in der Region des Vorgebirges von Tropea in Kalabrien hergestellt. Letztere machte etwa 20 % der untersuchten Keramik aus, die auf Stromboli gefunden wurde. Die Keramik, die bei Milazzo produziert wurde, fand sich in geringen Mengen in Filicudi, während die Insel selbst größere Mengen unverzierter Gebrauchsware nach Milazzo und verzierte Keramik nach Stromboli exportierte, das auch Keramik aus Lipari erhielt. In der Endphase der Capo Graziano-Kultur und während der folgenden Milazzese-Kultur importierte Lipari auch Ton zur Keramikproduktion.
Einige Gefäßen der Capo Graziano- vor allem aber der folgenden Milazzese-Kultur weisen einzelne, vor dem Brennen eingeritzte schriftähnliche Zeichen auf, die wie Schriftzeichen wirken (auch als  Lipari-Schrift bezeichnet). Es ist allerdings sehr zweifelhaft, ob es sich dabei um ein echtes Schriftsystem handelt. Luigi Bernabò Brea sah ihn ihnen Töpferzeichen. Man versuchte sie von ähnlichen Markierungen auf frühhelladischen oder spätneolithischen griechischen Gefäßen abzuleiten, von der kretischen Linear-A-Schrift oder von kleinasiatischen (hethitischen) Hieroglyphen.

## Bestattungen
Bisher wurde nur eine Nekropole mit rund 30 Bestattungen auf Lipari gefunden, die Brandbestattungen bezeugt. Die Urnen oder Krüge lagen seitlich und waren oben an der Öffnung durch Steinplatten abgedeckt. Manche Gräber hatten noch ein oder zwei kleine Gefäße (Schalen, Tassen) als Grabbeigaben. Die Bestattungsriten haben Parallelen in der Nekropole von Tarxien auf Malta.

## Außenbeziehungen
Der italienische Archäologe Luigi Bernabò Brea, der sich Jahrzehnte intensiv mit der Vorgeschichte der Liparischen Inseln befasste und mehrere Ausgrabungen leitete, äußerte in verschiedenen Publikationen die Meinung, dass die Capo-Graziano-Kultur durch die Einwanderung von Bevölkerungsgruppen aus Griechenland entstanden sei. Diese haben sich im griechischen späten Frühhelladikum (gegen Ende des 3. Jahrtausends) auf den Liparischen Inseln niedergelassen, womit Bernabò Brea stärkere Parallelen in der Keramik, aber auch im kultischen Bereich zu erklären versuchte, sowie die Unterschiede zu den ungefähr gleichzeitigen Kulturen Siziliens. Diese Theorie ist in der Forschung jedoch umstritten, da es bei allen Unterschieden auch durchaus Parallelen zu Sizilien gibt, so dass andere Forscher von einer allenfalls begrenzten Zuwanderung oder lediglich starken Einflüssen durch Handelskontakte ausgehen.
Ab der frühen Phase des Capo Graziano II ist auf den Äolischen Inseln Mykenische Keramik nachgewiesen. Die frühesten Stücke datieren in das Späthelladikum I (ca. 16. Jahrhundert v. Chr.). Der Kontakt zum ägäischen Raum riss danach nicht ab, denn mykenische Keramik unterschiedlicher Zeitstufen lässt sich bis zum Ende der Capo-Graziano-Kultur nachweisen. Aufgrund des Fehlens von 14C-Daten aus dieser Zeit, bieten die mykenischen Importe wichtige Anhaltspunkte zur Datierung von Funden der Capo-Graziano-Kultur.